# 石武蟹属
石武蟹属（学名：Lithopanopeus）为武蟹科的一个属。

## 下属物种
本属包括以下物种：
- Lithopanopeus truesdalei Felder & BP Thoma, 2020[2]